# Lepidopilum brevipes
Lepidopilum brevipes är en bladmossart som beskrevs av Mitten 1869. Lepidopilum brevipes ingår i släktet Lepidopilum och familjen Daltoniaceae. Inga underarter finns listade i Catalogue of Life.